# The Copyrights
The Copyrights is een Amerikaanse poppunk band uit Carbondale, Illinois opgericht in 2002. De band bestaat uit Adam Fletcher (zang, basgitaar), Brett Hunter (zang, gitaar), Kevin Rotter (zang, gitaar), en Luke McNeill (drums). De band speelt momenteel bij het punklabel Red Scare Industries.

## Geschiedenis
The Copyrights is in 2002 in Carbondale, Illinois opgericht, en was volgens drummer Luke McNeill een van de weinige goede punkbands uit de omgeving.
Op 4 oktober 2005 kwam het debuutalbum uit, getiteld We Didn't Come Here to Die, via Insubordination Records. Het daaropvolgende album, Mutiny Pop, werd precies een jaar later uitgegeven op 4 oktober 2006. Ook ditmaal werd het uitgegeven door Insubordination Records. Make Sound en Learn the Hard Way volgden al snel in 2007 en 2008. Het album North Sentinel Island kwam uit in 2011. Het album, Report, werd op 26 augustus 2014 uitgegeven door Red Scare Industries. Na een stilte van 7 jaar kwamen ze met een nieuw studioalbum in 2021 genaamd Alone in a Dome dat werd uitgegeven door Fat Wreck Chords.
De band is op tour geweest met onder andere Kepi Ghoulie (van Groovie Ghoulies), Masked Intruder, The Falcon en Teenage Bottlerocket.

## Discografie

### Studioalbums
- We Didn't Come Here to Die (2005, Insubordination Records)
- Mutiny Pop (2006, Insubordination Records)
- Make Sound (2007, Red Scare Industries)
- Learn the Hard Way (2008, Red Scare Industries)
- North Sentinel Island (2011, Red Scare Industries)
- Report (2014, Red Scare Industries)
- Alone in a Dome  (2021, Fat Wreck Chords)

### Ep's
- Button Smasher (2004, It's Alive Records)
- Nowhere Near Chicago (2005, It's Alive Records)
- Chicago Smasher (2009, It's Alive Records)
- Crutches (2011, It's Alive Records)
- No Knocks (2014, Fat Wreck Chords)

### Splitalbums
- Handclaps & Bottlecaps (2006, It's Alive Records (akoestische split met Zatopeks))
- The Methadones/The Copyrights (2008, Transparent)
- Songs About Fucking Up (2009, It's Alive Records (split 7" met The Dopamines))
- The Copyrights/The Brokedowns (2009, No Idea Records)
- The Copyrights/Grey Area/The Reveling/Luther (2011, Black Numbers Records)

### Verzamelalbums
- Shit's Fucked (2013, It's Alive Records)